# Суинфорд
Суинфорд (англ. Swinford; ирл. Béal Átha na Muice, Бел-Аха-на-Мике, «устье у крепости свиньи») — (переписной) посёлок в Ирландии, находится в графстве Мейо (провинция Коннахт) у трассы N5.
Суинфорд принимает один из самых больших в Майо летних фестивалей, «Siamsa Sraide Swinford» («веселье на улицах Суинфорда»). Это уличный фестиваль зрелищ, кейли-танцев и выставок. В первый день фестиваля проходит Love Fest, бесплатный 12-часовой музыкальный фестиваль.
До 1980-х в поселении было три школы, которые в итоге объединились в одну, Scoil Muire agus Padraig.
Местная железнодорожная станция была открыта 1 октября 1895 года, закрыта для пассажиров 17 июня 1963 года и окончательно закрыта 3 ноября 1975 года.

## Демография
Население — 1 502 человека (по переписи 2006 года). В 2002 году население было 1 497.
Данные переписи 2006 года:
| Общие демографические показатели |               |                               |                               |      |      |
| Всё население                    | Всё население | Изменения населения 2002—2006 | Изменения населения 2002—2006 | 2006 | 2006 |
| 2002                             | 2006          | чел.                          | %                             | муж. | жен. |
| 1 497                            | 1 502         | 5                             | 0,3                           | 717  | 785  |

В нижеприводимых таблицах сумма всех ответов (столбец «сумма»), как правило, меньше общего населения населённого пункта (столбец «2006»).
| Религия (Тема 2 — 5 : Число людей по религиям, 2006) |             |                |             |            |       |       |
| Католики, чел.                                       | Католики, % | Другая религия | Без религии | не указано | сумма | 2006  |
| 1 434                                                | 95,5        | 21             | 23          | 24         | 1 502 | 1 502 |

| Этно-расовый состав (Этничность. Тема 2 — 3 : Постоянное население по этническому или культурному происхождению, 2006) |            |              |       |        |        |            |       |       |
| Белые ирландцы | Лухт-шулта | Другие белые | Негры | Азиаты | Другие | Не указано | сумма | 2006  |
| 1 369 | 1          | 81           | 0     | 4      | 4      | 23         | 1 482 | 1 502 |
| Доля от всех отвечавших на вопрос, %                                                                                   |            |              |       |        |        |            |       |       |
| 92,4 | 0,1        | 5,5          | 0,0   | 0,3    | 0,3    | 1,6        | 100   | 98,71 |

1 — доля отвечавших на вопрос о языке от всего населения.
| Владение ирландским языком (Тема 3 — 1 : Число людей от 3 лет и старше по способности говорить по-ирландски, 2006) |      |            |       |       |
| Владеете ли Вы ирландским языком?                                                                                  |      |            |       |       |
| Да | Нет  | Не указано | сумма | 2006  |
| 566 | 828  | 43         | 1 437 | 1 502 |
| Доля от всех отвечавших на вопрос о языке, %                                                                       |      |            |       |       |
| 39,4 | 57,6 | 3,0        | 100   | 95,71 |

1 — доля отвечавших на вопрос о языке от всего населения.
| Использование ирландского языка (Тема 3 — 2 : Irish speakers aged 3 or over by frequency of speaking Irish, 2006) |                                                            |                                               |                                               |                                               |                                               |                                               |       |                                     |       |
| Как часто и где Вы говорите по-ирландски?                                                                         |                                                            |                                               |                                               |                                               |                                               |                                               |       |                                     |       |
| ежедневно, только в образовательных учреждениях                                                                   | ежедневно, как в образовательных учреждениях, так и вне их | в других местах (вне образовательной системы) | в других местах (вне образовательной системы) | в других местах (вне образовательной системы) | в других местах (вне образовательной системы) | в других местах (вне образовательной системы) | сумма | всего, отвечавших на вопрос о языке | 2006  |
| ежедневно, только в образовательных учреждениях                                                                   | ежедневно, как в образовательных учреждениях, так и вне их | ежедневно                                     | каждую неделю                                 | реже                                          | никогда                                       | не указано                                    | сумма | всего, отвечавших на вопрос о языке | 2006  |
| 143 | 5                                                          | 7                                             | 27                                            | 210                                           | 167                                           | 7                                             | 566   | 1 437                               | 1 502 |
| Доля от всех отвечавших на вопрос о языке, %                                                                      |                                                            |                                               |                                               |                                               |                                               |                                               |       |                                     |       |
| 10,0 | 0,3                                                        | 0,5                                           | 1,9                                           | 14,6                                          | 11,6                                          | 0,5                                           | 39,4  | 100                                 |       |

| Типы частных жилищ (Тема 6 — 1(a) : Число частных домовладений по типу размещения, 2006) |          |         |                 |            |       |       |
| Отдельный дом                                                                            | Квартира | Комната | Переносные дома | не указано | сумма | 2006  |
| 517                                                                                      | 36       | 3       | 0               | 12         | 568   | 1 502 |